# Visokovići
Visokovići su naseljeno mjesto u općini Foči, Republika Srpska, BiH. Popisano je kao samostalno naselje na popisu 1961., a na kasnijim popisima ne pojavljuje se, jer su 1962. pripojeni Kratinama (Sl.list NRBiH, br.47/62).

## Stanovništvo
| Narod     | Popis 1961. |
| --------- | ----------- |
| Hrvati    |             |
| Muslimani | 67          |
| Srbi      | 1           |
| ostali    |             |
| Ukupno    | 68          |